# Агнес Карлссон
Агнес Карлссон (швед. Agnes Emilia Carlsson; нар. 6 березня 1988 року, Венерсборг, Швеція) — шведська співачка.

## Дискографія
- Agnes (2005)
- Stronger (2006)
- Dance Love Pop (2008)
- Veritas (2012)